# Janez Žmavc (dramatik)
Janez Žmavc, slovenski dramatik, dramaturg in knjižničar, * 6. oktober 1924, Šoštanj, † 17. marec 2019, Slovenj Gradec.

## Življenje in delo
Leta 1936 se je vpisal na gimnazijo v Celju, po vojni nadaljeval šolanje in 1948 maturiral. V letih 1948–1952 je študiral dramaturgijo na Akademiji za igralsko umetnost v Ljubljani. Po odsluženi vojaščini je bil dramaturg v Prešernovem gledališču v Kranju (1953-1955), knjižničar v Študijski knjižnici v Celju (1955-1960), nato lektor v Slovenskem ljudskem gledališču v Celju (1961-1965) in od 1965 do upokojitve 1990 dramaturg v celjskem gledališču (SLG Celje).
Poleg gledališke publicistike, nekaj prevodov oderskih del in uredniškega dela pri gledaliških listih je Žmavčev opus v celoti posvečen dramatiki in obsega 15 tekstov, od tega so 3 namenjeni otrokom. Zgodnje drame (npr. Izven družbe uprizorjena 1953; Lea, 1961 in druge) uprizarjajo na kritični način in realistični komorni obliki problematiko (malo)meščanskega okolja v povojni družbi, zanje je značilno pisateljevo zanimanje za posamične intimne človeške usode, upodablja jih v moralistični, hkrati pa tudi sentimentalni obliki. Pozneje se njegova dramatika vse bolj usmerja k modernejšemu alegoričnemu oderskemu izrazu, prikazuje pa generacijske napetosti, stiske in zagatne razvrednotene medčloveške odnose v pridobitniškem in potrošniškem svetu (Podstrešje, upr. 1967; Obisk, 1969; Pindarova Oda, 1978 in druge). V dramah zadnjega obdobja pa je značilen vse izrazitejši premik k absurdno groteskni in s prevladajočo ironijo zaznamovanem gledališkem  govoru (Holandska kraljica, 1981 in druge).
Članke o gledališču je objavljal v Gledališkem listu Prešernovega gledališča in Slovenskega ljudskega gledališča v Celju, Celjskem zborniku, mariborskem Večeru in drugod. Gledališke igre je prevajal iz angl.: M. Anderson, Zašlo je sonce; W. Saroyan, Čujte, ljudje! (obe upriz. 1954 v Kranju), W. Inge, Piknik (upriz. 1955 v Kranju), H. Pinter, Zabava za rojstni dan (upriz. 1979 v Mest. gl. Lj.); nemšč.: C. Krüger in L. Volker, Maks Žvižgač (upriz. 1975 v Celju), R. Hachfeld, Žmurkovi otroci (upriz. 1978 v Celju); srbohrvaščine: V. Lukić, Dolgo življenje kralja Osvalda (upriz. 1964 v Celju). Bil je tudi  urednik  gimnazijskega lista Iskre (Celje 1947-1948), Gledališkega lista Prešernovega gledališča v Kranju (1953–1955) in SLG Celje (občasno od 1960-1961) in Zbornika SLG Celje (1986).
Umrl je 17. marca 2019 v Slovenj Gradcu.